# Sommaren med Monika
Sommaren med Monika (bra: Mônica e o Desejo ou Monika e o Desejo; prt: Mónica e o Desejo) é um filme sueco de 1953, dirigido por Ingmar Bergman. O roteiro do filme foi escrito a partir de um livro de mesmo nome. A adaptação do romance para o cinema foi feita por Bergman e pelo próprio autor do livro, Per Anders Fogelström.

## Sinopse
Dois jovens se apaixonam e fogem de suas casas em um barco para passarem o verão isolados nas ilhas do arquipélago local, longe de seus pais e de suas reponsabilidades. O casal, porém, com o fim do verão, se vê obrigado a enfrentar a realidade e a voltar à cidade.

## Ficha técnica[1]
- Duração: 1h 36 min (96 min)
- Mixagem de som: Mono (AGA Sound System)
- Cor: preto e branco
- Janela: 1.37 : 1
- Laboratório: Svensk Filmindustri, Rasunda, Suécia
- Formato do negativo: 35 mm

### Elenco[1][5]
- Harriet Andersson: Monika Erikson
- Lars Ekborg: Harry Lund
- Dagmar Ebbesen: Sra. Lindström, tia de Harry
- John Harryson: Lelle
- Georg Skarstedt: pai de Harry
- Gösta Ericsson: Forsberg, chefe de Harry
- Ake Fridell: Ludvig, pai de Monika
- Naemi Briese: mãe de Monika
- Ake Grönberg: chefe de Harry na construção
- Gösta Gustafsson: contador do Forsberg
- Sigge Fürst: Johan
- Gordon Löwenadler: colega de trabalho de Monika
- Bengt Eklund: colega de trabalho de Monika
- Gustaf Färingborg: colega de trabalho de Monika
- Carl-Uno Larsson: Hasse, irmão de Monika
- Hanny Schedin: Sra. Boman, dona do café
- Ivar Wahlgren: Homem na casa de verão
- Renée Björling: Mulher na casa de verão
- Catrin Westerlund: Menina na casa de verão
- Kjell Nordensköld: Ator no cinema
- Margaret Young: Atriz no cinema
- Nils Hultgren: Lindevall, o pároco
- Sten Mattsson: amigo de Harry
- Magnus Kesster: colega de trabalho de Harry
- Carl-Axel Elfving
- Anders Andelius: paquera de Monika no trabalho
- Arthur Fischer: chefe de Monika
- Bengt Brunskog: paquera de Monika no café

### Equipe[1][5]
- Diretor: Ingmar Bergman
- Roteiristas: Ingmar Bergman e Per Anders Fogelström (adaptado do romance de Fogelström)
- Diretor de fotografia: Gunnar Fischer
- Primeiro assistente de câmera: Bengt Nordwall
- Gerente de produção: Allan Ekelund
- Design de produção: P. A. Lundgren e Nils Svenwall
- Figurinista: Barbro Sörman
- Objetos de cena: Tor Borong
- Mixagem de som: Sven Hansen
- Operador de boom: Eskil Lindberg
- Arranjos musicais: Erik Nordgren e Walle Söderlund
- Maestro: Eskil Eckert-Lundin
- Maquiagem: Carl M. Lund, Inc.
- Editores: Tage Holmberg e Gösta Lewin
- Continuista: Birgit Norlindh
- Fotógrafo de still: Louis Huch

## Produção
O filme foi produzido e distribuído na Suécia pela produtora AB Svensk Filmindustri (SF). Alguns anos antes, a produção de filmes no país havia sido interrompida pelos próprios produtores em protesto contra os altos impostos cobrados sobre a indústria do entretenimento (recesso que, inclusive, levou Bergman a produzir uma série de comerciais frente a impossibilidade encontrada no plano do cinema). Com a companhia de volta à ativa os produtores precisavam do maior número de filmes possível. Monika e o desejo, cujo roteiro havia sido entregue à produtora por Bergman e Fogelström com a promessa de que seria "muito pequeno e simples - o filme mais barato do mundo" -, apesar de seus elementos eróticos (ou talvez até por causa deles), foi aceito.
Apesar de ter havido um esforço por parte de Bergman e Fogelström para manter o roteiro o mais próximo possível do romance, houve durante o processo de adaptação uma mudança no foco narrativo de Harry para Monika. Nesse sentido, o título original (Sommaren med Monika, que, em tradução livre, significa "Verão com Monika"), trazido do romance, gera um certo estranhamento na medida em que implica que é a história de Harry que está sendo contada. Manter o título original, apesar das implicações. tem uma razão clara: Fogelström era um escritor bastante popular e os materiais de propaganda relacionados ao filme frequentemente apresentavam seu nome; manter o título do romance era, portanto, essencial para o sucesso comercial do projeto.
Harriet Andersson, uma jovem atriz que até então havia tido somente alguns papéis menores em sua carreira teatral e nenhuma experiência no cinema, foi quem o diretor escolheu para interpretar a personagem título, Monika. Em Bergman on Bergman, livro que reúne uma série de entrevistas do diretor entre os anos de 1968 e 1970, ele diz: "Nunca houve uma garota nos filmes suecos que irradiasse mais charme erótico desinibido do que Harriet". Em Images: My life in film, livro em que o diretor fala de sua carreira, de suas obras e de sua vida dedicada ao cinema, ele afirma: "Harriet Andersson é uma dos verdadeiros gênios do cinema. Você encontra apenas alguns desses indivíduos raros e brilhantes em suas viagens ao longo da estrada sinuosa da selva da indústria do cinema." Harry ficou a cargo do ator Lars Ekborg, que alguns anos mais tarde voltaria a trabalhar com Bergman no filme O mágico. Segundo uma cópia do orçamento do filme, ainda existente, Ekborg estava trabalhando sob regime contratual com a SF, produtora do filme, e os honorários de Andersson chegavam a apenas 4000 coroas suecas (que, convertidas para o valor atual, equivalem a cerca de 5400 euros ou 7200 dólares americanos), uma soma bastante modesta para um papel principal de uma produção de prestígio).
As filmagens tiveram início no dia 22 de julho de 1952 no Arquipélago de Estocolmo  e, uma semana depois, foi publicado no Aftontidningen, um jornal de Estocolmo, um artigo que descrevia como Bergman e sua equipe haviam partido para a costa, para onde eles "fugiram em busca de paz e sossego para filmar as muitas cenas do Arquipélago para Monika e o desejo [...]. Na minúscula e idílica ilha de Sadelöga, próxima de Utö, encontraram um local ideal, isolado. A única atividade de lazer à sua disposição depois de um dia de trabalho é cultivar a barba. Um estranho espetáculo de homens barbudos seminus com Harriet Andersson no meio saúda qualquer um que se aventurar nas proximidades."
Em Bergman on Bergman o diretor afirma que nunca fez um filme tão direto. Ele conta: "[...] saímos de barco e nos hospedamos na casa do secretário da paróquia na ilha de Ornö [seu anfitrião em Klockaregården era uma lenda viva do arquipélago, Filip Olsson, escrivão paroquial, professor da pré-escola e músico folk; inclusive, é uma de suas composições que embala a dança de Monika e Harry na ocasião em que eles vão a uma festa em uma das ilhas pelas quais passam]. Como eu disse, não estávamos custando nada à empresa. Não houve sets. Nos divertimos. E o roteiro era um esboço.  Ao todo, éramos uma pequena turma romântica e um tanto exausta que se reunia cedo todas as manhãs. Foi um agosto maravilhoso. [...] Então, quando estávamos nos preparando para voltar para casa, aconteceu. Para economizar custos de transporte, deixamos os filmes se acumularem ao longo das três semanas. Quando foram revelados, descobrimos que, em praticamente tudo o que havíamos filmado, havia um arranhão feio no negativo. Veio a mensagem de Estocolmo de que teríamos que filmar novamente a coisa toda do começo ao fim - bem, setenta e cinco por cento dela. Nenhuma equipe de cinema jamais derramou lágrimas de crocodilo maiores. Ficamos muito felizes em continuar!".
De acordo com o mesmo artigo da Aftontidningen, a SF havia encontrado um "especialista em geografia de valor inestimável que, sem pestanejar, poderia invocar o local exato que estavam procurando. Qualquer pedra do arquipélago meridional que ele não conheça não vale a pena conhecer e, certamente, não vale a pena filmar".
As cenas da cidade foram filmadas em locações em Estocolmo e nos Estúdios Råsunda.
As filmagens chegaram ao fim no dia 6 de outubro de 1952. Tage Holmberg e Gösta Lewin, montadores que já haviam trabalhado em uma série de filmes de sucesso, receberam a tarefa de editar o filme. O órgão responsável pela censura dos filmes suecos, o Statens Biografbyrå, cortou 10 metros de filme (cerca de 22 segundos) contendo imagens de "chutes brutais contra Harry caído no chão" e "carícias nos seios após a cena da bebedeira".

## Lançamento e circulação
O filme estreou no dia 9 de fevereiro de 1953 no cinema Spegel em Estocolmo.
Nos Estados Unidos, duas versões divergentes circularam: uma no circuito mais "art house", legendada e de acordo com o corte lançado na Suécia e outra em drive-ins e cinemas de segunda, dublada e reeditada a fim de explorar o filme como produto erótico. O distribuidor  estadunidense Kroger Babb não só alterou o título para algo mais sugestivo ("Monika: The Story of a Bad Girl", "Monika: a história de uma garota má", em tradução livre) como também, a partir de seu próprio corte, tornou o filme mais curto (62 min) e "picante", na medida em que incluía cenas de nudez filmadas por Jerald Intrator especialmente para essa ocasião. O mesmo havia acontecido com outro filme de Bergman, Juventude, alguns anos antes. O gerente do cinema Orfeu em Los Angeles, onde o filme estreou nos EUA, foi preso durante a exibição e a polícia confiscou a cópia do filme sob a suspeita de pornografia. O distribuidor Jack Thomas teve que pagar uma multa de 750$ e foi condenado a 90 dias de prisão. O jornal Los Angeles Examiner citou, ao relatar o caso envolvendo o distribuidor, o juiz Byron J. Walter: "Monika atrai potenciais assassinos sexuais. O crime está aumentando e as pessoas se perguntam por quê.
O filme foi exibido pela primeira vez no Brasil em 1953 na Rua Nestor Pestana em São Paulo por iniciativa da embaixada e do consulado sueco. Além de Monika e o Desejo, foi exibido também Juventude. Na ocasião, estavam presentes críticos como Rubem Biáfora, B. J. Duarte, Walter George Durst, Almeida Salles, José Julio Spiewack, Syllas Roberg e Álvaro de Moya.

## Recepção crítica e bilheteria
Apesar do filme ter alcançado sucesso de bilheteria, as primeiras reações do público e da crítica não foram tão positivas assim. O Dagens Nyheter, o maior jornal matutino da Suécia, afirmou que o filme era "cheio de clichês: clichês dos filmes suecos no geral e clichês particulares do próprio Bergman." Robin Hood, escrevendo pelo Stockholms-Tidningen, um jornal de Estocolmo, achou difícil se identificar com a mudança de Monika quando o casal retorna de seu idílio particular para a sombria realidade de Estocolmo: "Em seu retorno a cidade nada vai de acordo com seus desejos. A conclusão pode muito bem soar verdadeira em um sentido realista. Mas não consegue fazer isso artisticamente. O diretor Ingmar Bergman construiu algo incompleto. [...] O roteiro de Fogelström é talvez mais consistente. O diretor focou em certos traços de personalidade no começo, o que acaba deixando outros de lado. No final, Harriet Andersson exibe traços de caráter nitidamente desagradáveis. Isso é insatisfatório."
Svenska Dagbladet, outro jornal de Estocolmo, não gostou da mudança do foco narrativo de Harry para Monika (embora tenha elogiado bastante a atuação de Harriet Andersson): "Para começar, ele [Bergman] esvaziou [...] Monika de toda sua boa natureza e pureza de alma que, pelo menos no livro, contribuem de alguma forma para neutralizar sua indolência apática, sua irresponsabilidade e seu estado de espírito geralmente mal intencionado. Ele a transformou em uma megera mal-humorada, malcuidada, suja, despenteada e agressiva."
O jornal Dagens Nyheter, comenta: "Toda ternura, frescor, compaixão e humor parecem ter sido drenados de Ingmar Bergman. As imagens cativantes e rapsódicas de Gunnar Fischer das brumas da primavera de Estocolmo e do verão cintilante da ilha paradisíaca são especiais por si só, e não tem qualquer contrapartida na história como tal. A pouca compaixão que o diretor destina à jovem não é nada se comparada à compaixão que ele costuma sentir por suas jovens mulheres. Ingmar Bergman gosta tanto das mulheres que é incapaz de retratar algo de desagradável sem exagero?".
Ainda depois de muitos anos, o desfecho de Monika e o desejo divide suas intérpretes feministas em dois campos: aquelas que aplaudem a revolta dessa esposa e mãe de uma criança pequena contra um sistema opressor, e aquelas que sentem que Bergman força o espectador a condenar a personagem. Talvez as observações de Robin Hood sobre a personalidade da Monika ser, possivelmente, desagradável seja um fator central no que diz respeito a opiniões tão diferentes sobre a obra, mas sem dúvida o filme é uma conquista artística significativa, especialmente para a época.

## Legado
Na França, onde a nudez nos filmes não era necessariamente uma novidade, o filme passou quase que despercebido em seu lançamento. Contudo, quando Henri Langlois, fundador e, na época, diretor da Cinemateca Francesa, incluiu o filme em uma retrospectiva de Bergman feita em 1958, após o diretor ser premiado em Cannes, muitos dos jovens cineastas que em alguns anos dariam início à Nouvelle Vague francesa encontraram no filme um modelo para o tipo de cinema que queriam fazer. Jean-Luc Godard foi quem mais exaltou a obra: "[...] é o filme mais original do diretor mais original".
François Truffaut citou Monika e o desejo em Os Incompreendidos (1959) ao mostrar o protagonista roubando uma foto sugestiva de Harriet Andersson que estava pregada na parede do cinema.

A cena do olhar de Monika para a câmera é possivelmente a mais emblemática do filme, inovadora para a época, pois explicita o aparato fílmico. Ao se dirigir diretamente à audiência, a atriz rompe a Quarta parede. Em 1957 Giulieta Masina, olha para a câmera na sequência final de Noites de Cabíria de Federico Fellini. Godard, ao mostrar personagens femininas olhando diretamente para a câmera em Acossado (1959) e  Viver a Vida (1962), mostra como Monika e o desejo foi uma referência direta para seus trabalhos e para sua geração. Bergman chegou a revelar a inspiração da cena:
"Você sabe onde sempre existiu? No teatro. Quando atores se dirigem aos expectadores diretamente e comentam sobre a ação. Eu recorri a esse recurso em Monika e o desejo. [...] Naquela época, era extritamente proibido."
Também é possível  que a cena tenha sido uma referência ao filme A sombra de uma dúvida (1943) de Alfred Hitchcock que possui um plano semelhante.